# Immortal Cities: Children of the Nile
Immortal Cities: Children of the Nile (viết tắt CoTN) là một trò chơi máy tính thuộc thể loại xây dựng thành phố lấy bối cảnh Ai Cập cổ đại do hãng Tilted Mill Entertainment phát triển. Game được hãng Myelin Media phát hành tháng 11 năm 2004 tại Bắc Mỹ và hãng SEGA phát hành Tháng 2 năm 2005 tại Châu Âu.
Ngày 8 tháng 7 năm 2008, Tilted Mill Entertainment cho phát hành bản Enhanced Edition (ấn bản nâng cao) của game với thêm nhiều cải tiến mới. Vào ngày 10 tháng 7, patch 1.3 dành cho bản bán lẻ được phát hành, có thể cập nhật lên bản Enhanced Edition.
Ngoài ra nhà sản xuất còn tung ra thêm một phiên bản mở rộng với tên gọi Children of the Nile: Alexandria dành cho bản Enhanced Edition được phát hành vào ngày 10 tháng 9 năm 2008.

## Cách chơi
CoTN được dựng dựa trên một giai đoạn lịch sử có thật của Ai Cập: từ vua Ramses đến nữ hoàng Nephatity, có cả giai đoạn trị vì của nữ hoàng Cleopatra dưới sự xâm lược của Đế quốc La Mã.
Phá vỡ lối mòn thường thấy trong các game xây dựng trước đây - chỉ tập trung vào nhà cửa mà quên đi yếu tố con người - CoTN chú ý tới con người, nhân tố tối quan trọng trong quá trình xây dựng thành phố trở nên thịnh vượng. Người dân ở thành phố này có tất cả nhu cầu, sở thích của người bình thường, cũng biết yêu biết ghét. Nhiệm vụ của người chơi trong vai trò Pharaon là thỏa mãn yêu cầu của dân chúng. về căn bản, người chơi sẽ phải cung cấp đầy đủ cơm, áo, gạo, tiền cũng như lo cho họ việc làm, đáp ứng các nhu cầu về tôn giáo... Người dân tự động biết thiết lập các mối quan hệ xung quanh. Hầu hết những công việc trên đều do trí tuệ nhân tạo của máy (AI) đảm trách, giúp người chơi chỉ phải lo những vấn đề hệ trọng của quốc gia.
Như đã đề cập, yếu tố con người là tấm gương phản ánh nền kinh tế và là cơ sở xem xét khả năng quản lý thành phố của người chơi mạnh hay yếu. Nếu thấy xuất hiện người hành khất trên đường thì chứng tỏ nền kinh tế đang suy yếu, người chơi nên giảm thuế ngay để được lòng dân chúng. Ngược lại nếu không đáp ứng đủ nhu cầu lương thực, thuốc men hay tôn giáo tín ngưỡng của nhân dân. Lúc đó, người dân sẽ bất mãn, sản xuất ngưng trệ và bùng phát biểu tình thậm chí bùng nổ xung đột gây tác hại không nhỏ đến người chơi.
Game có một hệ thống thời gian rất cụ thể, có cả ngày lẫn đêm và các mùa được chia theo tính toán của người Ai Cập xưa (hồi đó người Ai Cập chưa sử dụng lịch có 12 tháng như bây giờ, một lỗi sai của trò Pharaon trước đây) bao gồm: mùa gieo trồng, mùa gặt hái và mùa lũ. Khung cảnh trong game tự động thay đổi theo mùa và thời gian: ban đêm thành phố trở nên yên tĩnh và màu sắc sẫm hơn; còn vào mùa gặt hái, dân chúng trở nên hối hả trong công việc đồng áng.
Hệ thống thần linh trong CoTN đã được rút gọn khá nhiều, chỉ có khoảng 14 vị thần tiêu biểu và đóng vai trò vô cùng quan trọng trong thành phố. Nếu người dân không có hoặc có quá ít nơi để thờ cúng vị thần của mình, họ sẽ phẫn nộ và nhanh chóng biểu tình lan rộng ra khắp thành phố. Sẽ không còn cảnh những ông thần như Horus hay Seth đi lang thang khắp các hang cùng ngõ hẻm như trong Zeus. Vì CoTN không theo hướng thần thoại mà tập trung phản ánh lịch sử, hiện thực.
Trong CoTN cách dễ nhất để xây dựng một đời sống văn hóa tín ngưỡng cho người dân là xây các miếu thờ nhỏ dọc các con đường và bố trí thầy tu để cai quản. Một thầy tu có thể quản lý nhiều miếu thờ nhưng đừng bao giờ quên thờ cúng một vị thần nào. Nếu thất lễ với thần linh, người chơi có thể phải hứng chịu cơn thịnh nộ không phải đến từ thần thánh mà từ chính thần dân của mình. Về sau nếu có đủ điều kiện, người chơi có thể xây dựng thêm đền đài lộng lẫy; dù rất tốn thời gian nhưng nó thực sự là công cụ biểu dương quyền lực của người chơi đối với thành phố cũng như kẻ thù xung quanh.
Con người không ai sống bất tử, kể cả Pharaon đại diện cho thần thánh. Vì thế, CoTN còn thiết kế thời điểm băng hà cho cả Pharaon. Sự ra đi của Pharaon ảnh hưởng sâu sắc đến dân chúng. Nếu lúc sống, người chơi là một vị minh quân và xây cho mình một kim tự tháp đồ sộ thì sau khi băng hà, sẽ được chôn cất với lòng tôn kính; ngược lại, nếu người chơi là một vị vua mất lòng dân thì Pharaon kế nhiệm sẽ phải tốn nhiều công sức để lấy lại lòng tin của dân chúng.